# Cortinarius armillatus
Cortinarius armillatus là một loài nấm trong họ Cortinariaceae, thường được tìm thấy trong các khu rừng lá rộng, ẩm. Chúng hiếm phát triển ở Bắc Mỹ nhưng phổ biến ở châu Âu.

## Hình ảnh

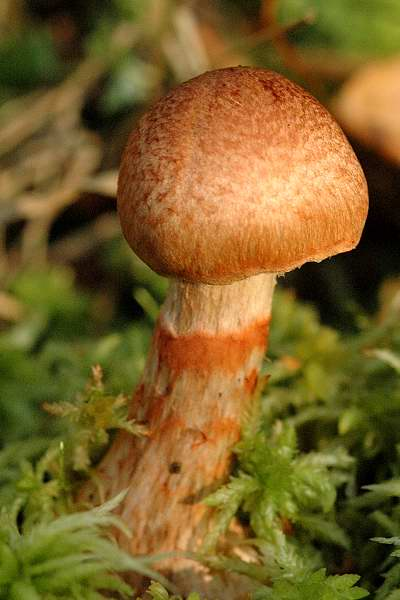
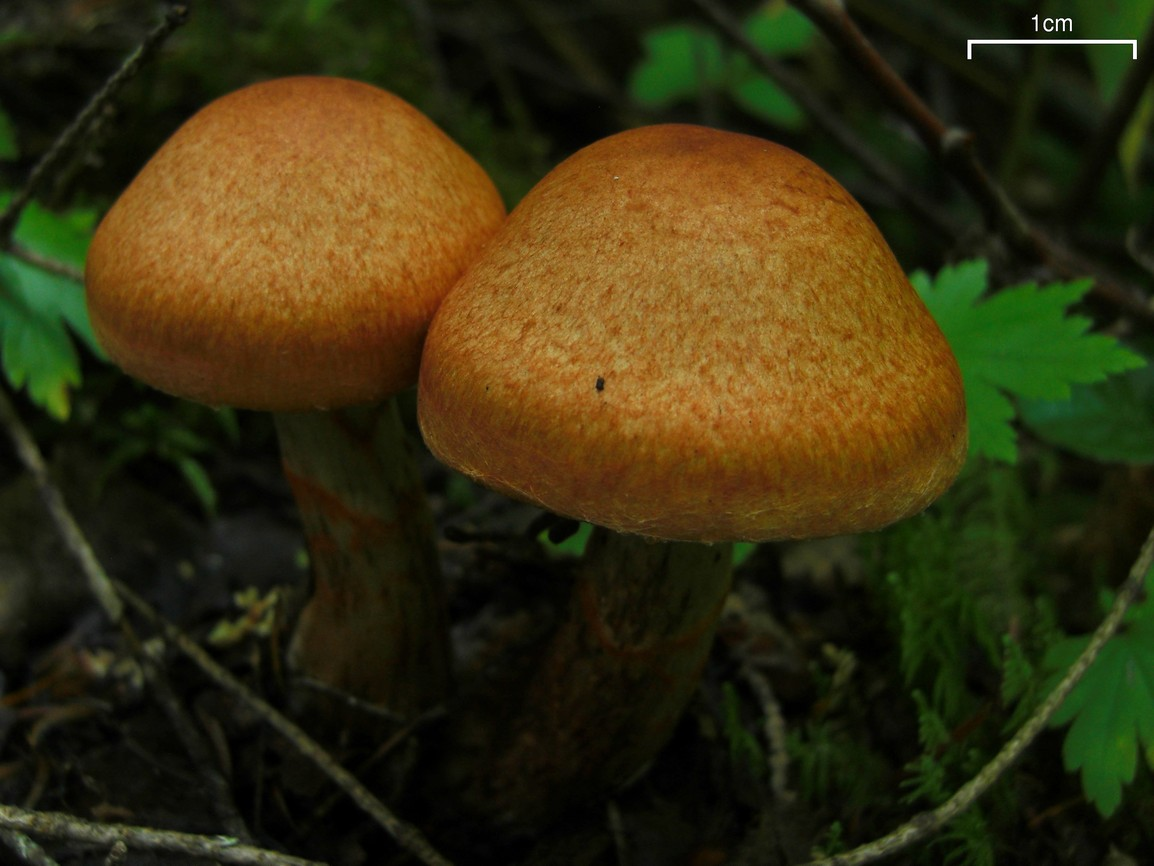
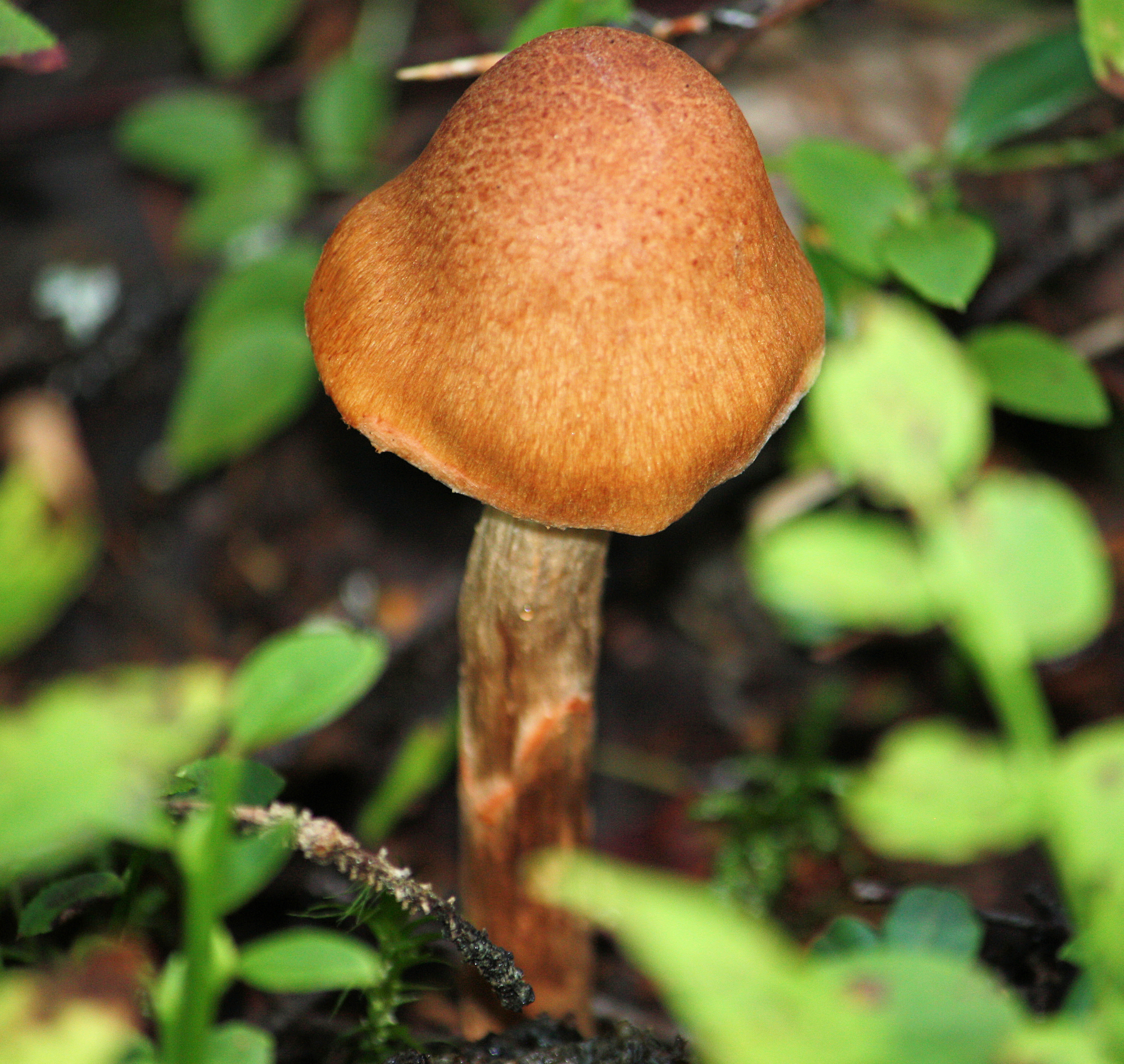